# David Paich
David Frank Paich (ur. 25 czerwca 1954 w Los Angeles) – wokalista rockowy, pianista, muzyk sesyjny, producent muzyczny oraz aranżer. 

## Życiorys
Urodził się w Los Angeles, jest synem kompozytora i muzyka jazzowego Marty'ego Paicha. Zasłynął jako lider i kompozytor amerykańskiej grupy Toto założonej w 1978, z którą nagrał 17 albumów, sprzedanych w łącznym nakładzie ponad 30 milionów egzemplarzy. Jest autorem lub współautorem takich utworów tej grupy, jak: “Africa”, “Hold the Line”, “Lowdown”, “Lido Shuffle”, “Georgy Porgy”, “Rosanna”, “Got To Be Real” czy “Lady Love Me (One More Time)”. Wykonywał też główne partie wokalne w takich utworach, jak “Africa”, “Lovers in the Night” oraz “Stranger in Town”.
Jako muzyk sesyjny współpracował z takimi wykonawcami, jak Michael Jackson (“Earth Song", “The Girl Is Mine”, “Heal The World”, “Stranger In Moscow”, “I Just Can't Stop Loving You”), Joe Cocker, Bryan Adams (“Please Forgive Me”), Aretha Franklin, Quincy Jones, Don Henley, Boz Scaggs, Elton John i Cher.
9 czerwca 2022 wydał pierwszy solowy singiel “Spirit of the Moonrise” zapowiadający album pt. Forgotten Toys.

Od lewej: David Paich, Michael Jackson, Marty Paich (1991)

## Dyskografia

### Albumy solowe
- 2022 – Forgotten Toys

### Single
- 2022 – “Spirit of the Moonrise”

## Filmografia
- “Nathan East: For the Record” (2014, film dokumentalny, reżyseria: Chris Gero, David Maxwell)[3]